# 2,6-二氨基嘌呤

2,6-二氨基嘌呤（Z）與胸腺嘧啶（T）配對示意圖

2,6-二氨基嘌呤（2,6-Diaminopurine，簡稱2,6-DAP或Z）又稱2-氨基腺嘌呤（2-Aminoadenine），是腺嘌呤（A）的一個類似物，結構上比腺嘌呤多了一個氨基，過去曾為治療白血病的一種藥物。2011年NASA分析一些隕石的成分，發現其含有腺嘌呤（A）、鳥嘌呤（G）與2, 6-二氨基嘌呤（Z），顯示這些鹼基可能存在於外太空。2020年有研究發現2,6-二氨基嘌呤可在具UGA無義突變的mRNA轉譯時促進轉譯連讀（translational readthrough），忽視突變產生的UGA而繼續轉譯，可能機制為2,6-二氨基嘌呤抑制tRNA的甲基轉移酶FTSJ1，影響tRNA修飾而增加其在UGA發生轉譯連讀的機率。
早在1977即有科學家發現噬藍藻體S-2L（感染聚球藻屬藍綠菌的噬菌體）基因組中不含有腺嘌呤，所有腺嘌呤都被2,6-二氨基嘌呤（Z）取代，相較於前者和胸腺嘧啶形成兩個氫鍵，後者可和胸腺嘧啶形成三個氫鍵，此為首次發現有基因組中一種嘌呤完全被取代的情形。2021年4月有三篇關於2,6-二氨基嘌呤的論文同時發表於《科學》期刊，提出除S-2L外還有許多噬菌體（多屬短尾噬菌體科與長尾噬菌體科）也有A完全被Z取代的現象，並首度發現了噬菌體基因組中參與合成dZTP的酵素PurZ、在DNA複製時選擇性使用Z而不使用A的DNA聚合酶DpoZ以及可能分解脫氧腺苷三磷酸（dATP）以避免其被加入DNA中的水解酶，而宿主細胞不會將Z加入其自身DNA中的機制仍不清楚。dAMP合成途徑中，腺苷酸琥珀酸合成酶PurA可將肌苷酸（I）轉為腺苷醯琥珀酸，後者可再由琥珀酸裂解酶PurB轉為腺苷酸（A），PurZ與PurA同源，可能以類似途徑可成dZTP，將dGMP轉為dSMP（N6-succino-2-amino-2′-deoxyadenylate），後者再由PurB轉為dZTP。噬菌體以2,6-二氨基嘌呤取代腺嘌呤的功能可能為避免病毒DNA被宿主的限制酶切割。

## 註腳
1. ↑  過去有發現某些噬菌體基因組中一些胸腺嘧啶（T）被5-羥甲基胞嘧啶（5hmC）或5-羟甲基尿嘧啶（德语：5-Hydroxymethyluracil）取代的案例[5][6]